# The Strokes
The Strokes je americká rocková kapela založená v roce 1998. Kapela se skládá ze zpěváka Juliana Casablancase, kytaristů Nicka Valensiho a Alberta Hammonda, baskytaristy Nikolaie Fraitera a bubeníka Fabrizia Morettiho. Vydáním debutového alba Is This It v roce 2001, které se setkalo s nadšením hudebních kritiků a příval fanoušků, pomohli oživit garage rock na počátku tisíciletí. Časopis Rolling Stone jejich debutové album zařadil mezi 100 nejlepších debutových alb všech dob, a to na osmé místo. V žebříčku NME 500 nejlepších alb všech dob pak obsadilo místo čtvrté.

## Hudební styl
Kapela je zařazována mezi indie rock, garage rock revival, a post-punk revival.

### Vlivy
Casablancas označuje za největší inspiraci pro jeho zpěv a texty Lou Reeda z The Velvet Underground. Mezi další vlivy označuje Nirvanu, Boba Marleyho, Pearl Jam.

## Členové
- Julian Casablancas – zpěv (1998–součanost)
- Nick Valensi – kytara (1998–současnost), klávesy, doprovodný zpěv (2010–současnost)
- Albert Hammond Jr. – kytara (1998–současnost), klávesy, doprovodný zpěv (2010–současnost)
- Nikolai Fraiture – baskytara (1998–současnost)
- Fabrizio Moretti – bicí, perkuse(1998–současnost)

## Diskografie
- Is This It (2001)
- Room on Fire (2003)
- First Impressions of Earth (2006)
- Angles (2011)
- Comedown Machine (2013)
- The New Abnormal (2020)